# Rhamphostomella townsendi
Rhamphostomella townsendi är en mossdjursart som beskrevs av Osburn 1952. Rhamphostomella townsendi ingår i släktet Rhamphostomella och familjen Romancheinidae. Inga underarter finns listade i Catalogue of Life.